# Arophyton rhizomatosum
Arophyton rhizomatosum là một loài thực vật có hoa trong họ Ráy (Araceae). Loài này được (Buchet) Bogner mô tả khoa học đầu tiên năm 1972.